# Leaving Las Vegas
Leaving Las Vegas je romantické filmové drama z roku 1995 o vztahu sebevražedného alkoholika a prostitutky v Las Vegas. Ben Sanderson je losangeleský scenárista, kterého alkohol připravil o kariéru a rodinu. Svázán vztahy a restrikcemi v oblasti alkoholu chce uniknout z Los Angeles do Las Vegas, v němž není požívání alkoholu ničím omezeno. V centru hazardu potkává prostitutku Seru, se kterou navazuje vztah. Film natočil v americké produkci režisér Mike Figgis na motivy poloautobiografického románu Johna O'Briena. Dva týdny poté, co byly zahájeny produkční práce, spáchal O'Brien sebevraždu. Uvažovalo se o zastavení celého projektu, ale práce na filmu nakonec pokračovaly jako výraz pocty spisovateli.
Snímek byl natočen na super 16mm film místo původně plánovaného formátu 35mm film, který je všeobecně používán pro celovečerní filmy, ačkoli se 16 mm standardně využívá při vzniku nezávislých filmů. Po první premiéře 27. října 1995, jež se uskutečnila v rámci omezené distribuce, byl snímek kritikou vysoce hodnocen. To mu zajistilo celonárodní nasazení do kin a obnovenou premiéru 9. února 1996. Drama nejprve zaznamenalo poměrně malé tržby, protože jej nedoprovázela žádná reklamní kampaň. Až do udílení Oscarů v roce 1996 byl prakticky neznámý. Přesto se nakonec stal jedním z nejvýnosnějších snímků natočených v letech 1996 a 1997, vzhledem k vysoké návratnosti nízkých nákladů.
Nicolas Cage obdržel Oscara za nejlepší mužský herecký výkon v hlavní roli. Elisabeth Shue byla nominována na Oscara nejlepší ženský herecký výkon v hlavní roli a přijala několik cen filmových kritiků. Film získal další oscarové nominace v kategoriích Nejlepší scénář a Nejlepší režie.

## Děj
Hollywoodský filmový scenárista Ben Sanderson (Nicolas Cage) propadl alkoholismu, který mu začal značně komplikovat život. V restauraci si od kolegy Petra (Richard Lewis) poněkolikáté půjčuje peníze, poté hned zamíří do lokálu a začíná pít. V náladě se snaží na baru navázat vztah s přitažlivou dívkou Terri (Valeria Golinová), ovšem neuspěje. Na noční ulici si v opilosti kupuje prostitutku. Příznaky závislosti se manifestují rozpadem manželství. V agentuře jej propustili. V bance není schopen podepsat třesoucí rukou šek. Proto se k danému úkonu vrací až po doplnění hladiny alkoholu a s obnovenou sebedůvěrou koketuje s úřednicí za přepážkou (Carey Lowellová).
Zoufalou situaci ztroskotaného psance se rozhoduje vyřešit sebevraždou ve formě „upití se k smrti“. Vybírá všechny zbylé peníze z účtů, nakupuje velké množství tvrdého chlastu a vyráží na svou poslední cestu do Las Vegas. Po příjezdu na Las Vegas Strip svým BMW téměř vrazí do přecházející prostitutky Sery (Elisabeth Shue), která ho jemně upozorní, aby dával pozor. Odjíždí se zabydlet do levného motelu The Whole Year Inn.
Následující den potkává Seru na stejné ulici. Za sex na motelu ji nabízí 500 dolarů. Prostitutka s ním odjíždí a začíná klíčový vztah filmu – hluboké přátelství vyvěrající z porozumění mezi oběma postavami. Intimní akt, který začíná felací není dokončen. Benova potřeba je jiná. Touží se především vypovídat ze své životní pouti. Oba následně usínají. Ráno se Sera vrací ke svému pasákovi s malým výdělkem. Dochází k ostré hádce mezi ní a lotyšským imigrantem Jurijem Bucem (Julian Sands), který ji zaměstnává. Jurij na hotelovém pokoji přes stěnu poslouchá polské mafiány, kteří ho chtějí pravděpodobně zlikvidovat. Sera přichází na pokoj a pasák se s ní definitivně rozchází z obavy, aby ji Poláci neublížili.
Opilý Ben sedí na lavičce lasvegaského bulváru. Sera mu opět zkříží životní cestu. Přestože další setkání neplánovali, mysleli na sebe a přáli si jeden druhého vidět. Nyní již volná prostitutka přemlouvá Bena, aby u ní přespal. Zamíří tak spolu do jejího bytu. Další den se alkoholik nastěhovává. Mezi oběma, těžce zkoušenými osudem, vzniká těsnější pouto. Vzájemně si slibují toleranci. Sera jej dle dohody nebude odrazovat od pití a Ben se na oplátku nebude vměšovat do prostituce.
Vycestují spolu do pouště, kde zažívají prchavé okamžiky štěstí. Jak čas plyne, patologický vztah se stává čím dál více frustrujícím. Sera během večeře naléhá na Bena, aby navštívil lékaře. Ten však odmítá. Odchází do kasína, kde se v povznesené náladě seznamuje s atraktivní prostitutkou (Mariska Hargitay), kterou si přivádí domů. Sera se v noci vrací z práce a nachází dvojici v posteli. To ji raní natolik, že Bena okamžitě vyhazuje. Následně ji na ulici oslovují tři teenageři, kteří se ptají za kolik by šla? Zamíří s nimi na pokoj, kde ovšem odmítá anální sex. Má v úmyslu hrátky ukončit, ale mladíci ji agresivně napadnou, zbijí a znásilní. Monokl na její tváři utvrdí pronajímatele bytu, že bude nejlepším řešením, aby si našla jiný domov a vypovídají ji smlouvu.
Při vystěhování přijímá telefonát od Bena, který má již potíže s pohybem. Nachází se v terminálním stádiu a leží na smrtelné posteli. Sera za ním přichází. Konečně mezi nimi dochází k sexu a poté dvojice usíná. Ben se probouzí, zasněně ji pozoruje spící a umírá. Odvrací se od Seřiny tváře a posledním tiše proneseným slovem z jeho úst je „Ou“.
Film končí záběrem z psychiatrické ordinace. Sera v ní vypráví svůj životní příběh…

## Obsazení
| Nicolas Cage     | Ben Sanderson        |
| Elisabeth Shue   | Sera                 |
| Julian Sands     | Jurij Buco           |
| Richard Lewis    | Petr                 |
| Steven Weber     | Marc Nussbaum        |
| Valeria Golinová | Terri                |
| Emily Procterová | Debbie               |
| Carey Lowellová  | bankovní úřednice    |
| Mariska Hargitay | prostitutka v kasínu |
| Gordon Michaels  | vyhazovač v kasínu   |

## Produkce
Vedoucí osobností při tvorbě filmu byl Mike Figgis, který je kromě režie autorem scénáře, a podílel se také na vzniku hudby. V dubnu 1994, krátce před předprodukcí, spáchal sebevraždu autor románové poloautobiografické předlohy John O'Brien. Během natáčení došlo k problémům s lasvegaskými exteriéry, když filmařům nebyla vydána povolení pro některé pouliční záběry. To mělo za následek točení určitých scén pouze napoprvé, v rámci jediné klapky, aby Figgis minimalizoval kontakt s policií. Čtrnáct dní v Dublinu získával Nicolas Cage zkušenost pijáka, jehož jediným cílem je rychle se opít. Pro tento účel měl k dispozici videonahrávky s komunikací opilého, ze kterých se učil artikulaci, automatismy a vzorce vyjadřování. Později přiznal, že „to byla jedna z nejzábavnějších zkušeností, které kdy musel učinit pro studium role.“
Snímek se natáčel na několika lokacích, konkrétně v Burbanku, Los Angeles, Las Vegas, Laughlinu a kanadském Halifaxu. Vzhledem k tomu, že se jednalo o nízkorozpočtový film s náklady okolo čtyř miliónů dolarů, musel Figgis točit na 16mm formát. Po prvním úspěchu u odborné kritiky došlo k jeho celoplošné distribuci s obnovenou premiérou 9. února 1996. Distribuci snímku po Severní Americe zajišťovala společnost United Artists, zatímco v Evropě tento úkol zajišťovaly RCV Film Distribution spolu s Atalanta Filmes a v Austrálii pak 21st Century Film Corporation.

## Ocenění
Vítězství
- Oscar za nejlepší mužský herecký výkon v hlavní roli: Nicolas Cage
- Zlatý glóbus za nejlepšího herce (drama): Nicolas Cage

Nominace
- Oscar za nejlepší ženský herecký výkon v hlavní roli: Elisabeth Shue
- Oscar za nejlepší režii: Mike Figgis
- Oscar za nejlepší scénář: Mike Figgis
- Zlatý glóbus za nejlepší režii: Mike Figgis
- Zlatý glóbus za nejlepší film (drama): Leaving Las Vegas
- Zlatý glóbus za nejlepší herečku (drama): Elisabeth Shue

## Odraz v kultuře
Na film Leaving Las Vegas vznikla parodie Eating Las Vegas o nezvladatelném přejídači, který jede do Las Vegas, aby se tam ujedl k smrti. Snímek byl také zmíněn v dokumentu Super Size Me (2004) a krátce o něm pojednával díl „Movin' Out (Brian's Song)“ animovaného televizního seriálu Griffinovi. Zmínka o něm také padla ve 12. dílu páté řady seriálu Brooklyn 99. V českém dabingu byl jeho název přeložen jako „Opustit Las Vegas“.

## Soundtrack
Oficiální soundtrack filmu Leaving Las Vegas vyšel 7. listopadu 1995 v hudebním vydavatelství ARK 21. Tři jazzové skladby „Angel Eyes“, „My One and Only Love“ a „It's a Lonesome Old Town“ nahrál Sting. Šlágr „Come Rain or Come Shine“ vznikl v podání bubeníka kapely Eagles Dona Henleyho. Singl z roku 1958 „Lonely Teardrops“, který se ve filmu objevil v interpretaci Michaela McDonaldse, nebyl do soundtracku zahrnut.
Album obsahuje také krátké dialogy hlavních protagonistů převzaté z filmu.
Autorem skladeb, pokud není uvedeno jinak, se stal trumpetista a hráč na klávesové nástroje Mike Figgis. Většina písní má tichý a klidný jazzový charakter.

### Seznam skladeb
| Pořadí         | Název                                                 | Autor                      | Interpret                                       | Délka |
| -------------- | ----------------------------------------------------- | -------------------------- | ----------------------------------------------- | ----- |
| 1.             | Intro Dialogue (dialog)                               |                            | Nicolas Cage jako Ben Elisabeth Shue jako Sera  | 0:32  |
| 2.             | Angel Eyes                                            | Matt Dennis Earl Brent     | Sting                                           | 4:02  |
| 3.             | Are You Desirable?                                    |                            | Mike Figgis                                     | 2:43  |
| 4.             | Ben & Bill (dialog)                                   |                            | Nicolas Cage jako Ben                           | 0:30  |
| 5.             | Leaving Las Vegas                                     |                            | Mike Figgis                                     | 3:12  |
| 6.             | Sera's Dark Side                                      |                            | Mike Figgis                                     | 1:26  |
| 7.             | Mara                                                  |                            | Mike Figgis                                     | 4:28  |
| 8.             | Burlesque                                             |                            | Mike Figgis                                     | 2:40  |
| 9.             | On The Street (dialog)                                |                            | Nicolas Cage jako Ben Elisabeth Shue jako Sera  | 0:28  |
| 10.            | Bossa Vega                                            |                            | Mike Figgis                                     | 3:14  |
| 11.            | Ben Pawns His Rolex/Sera Talks to Her Shrink (dialog) |                            | Nicolas Cage jako Ben Elisabeth Shue jako Sera  | 0:37  |
| 12.            | My One and Only Love                                  | Robert Mellin Guy Wood     | Sting                                           | 3:36  |
| 13.            | Sera Invites Ben to Stay (dialog)                     |                            | Nicolas Cage jako Ben Elisabeth Shue jako Sera  | 0:31  |
| 14.            | Come Rain or Come Shine                               | Harold Arlen Johnny Mercer | Don Henley                                      | 3:41  |
| 15.            | Ben and Sera – Theme (dialog)                         |                            | Nicolas Cage jako Ben Elisabeth Shue jako Sera  | 2:18  |
| 16.            | Ridiculous                                            | Phil Roy Nicolas Cage      | Nicolas Cage                                    | 1:03  |
| 17.            | Biker Bar                                             |                            | Mike Figgis                                     | 3:44  |
| 18.            | Ben's Hell                                            |                            | Mike Figgis                                     | 1:37  |
| 19.            | It's a Lonesome Old Town                              | Harry Tobias Charles Kisco | Sting                                           | 2:37  |
| 20.            | Blues For Ben                                         |                            | Mike Figgis                                     | 1:56  |
| 21.            | Get Out                                               |                            | Mike Figgis                                     | 1:49  |
| 22.            | Reunited                                              |                            | Mike Figgis                                     | 3:28  |
| 23.            | Sera Talks to the Cab Driver (dialog)                 |                            | Elisabeth Shue jako Sera Lou Rawls jako taxikář | 0:23  |
| 24.            | She Really Loved Him                                  |                            | Mike Figgis                                     | 1:17  |
| 25.            | I Won't Be Going South For a While                    | Angelo Palladino           | The Palladinos                                  | 4:27  |
| Celková délka: | Celková délka:                                        | Celková délka:             | Celková délka:                                  | 56:06 |